# ميرزا يوسف
ٱلسُّلْطَانُ مِيرْزَا يُوسُفْ بَكْ بْنُ مُظَفَّرِ ٱلدِّينِ جَهَانْشَاهْ قَرَهْ قُوْيُونْلُو (بالفارسيَّة: سلطان میرزا یوسف بیگ بن مظفرالدین جهان‌شاه قره‌قویونلو، وبالأذريَّة القديمة: سولطان میرزا یوسف بیگ ابن مظفر الدین جهانشاه قاراقویونلو، وبالأذريَّة المُعاصرة: Mirzə Yusif Qaraqoyunlu) (وفاتُه 874هـ المُوافق فيه 22 تشرين الأوَّل (أكتوبر) 1469م) المعروف اختصارًا بـ«ميرزا يوسف» أو «يوسف بك»، هو آخر سلاطين قره قويونلو جلس على تخت المُلك عقب وفاة أخيه السُّلطان «حسن علي بك» والتفَّ حولهُ الأُمراء والأعيان والوُزراء. حكم بلاد آبائه من سنة 873هـ المُوافقة لِسنة 1468م حتَّى مقتله سنة 874هـ المُوافقة لِسنة 1469م. وقد شهد عهدُه انتصاراتٍ عسكريَّة إلَّا أنَّ أمره لم يدُم طويلًا إذ قُتِل على يد أُمراء آق قويونلو لِتنتهي بذلك الدولة القره‌قويونلويَّة بعد أن دام سُلطانها ما يُقارب قرنًا من الزَّمن.

## انظُر أيضًا
- قره قويونلو
- السلالة القطبشاهية